# Lyski
Lyski (deutsch Lissek) ist ein Dorf im Powiat Rybnicki der Woiwodschaft Schlesien in Polen. Es ist Sitz der gleichnamigen Landgemeinde mit 9676 Einwohnern (Stand 31. Dezember 2020).

## Geographie
Das Dorf Lyski liegt 11 km westlich von Rybnik und 48 km südwestlich von Katowice.

## Geschichte
Zwischen 1954 und 1972 gehörte Lyski zur Gromada Lyski dessen Sitz sie auch war und von 1975 bis 1998 zur Woiwodschaft Kattowitz.

## Gemeinde
Zur Landgemeinde (gmina wiejska) Lyski mit einer Fläche von 57,8 km² gehören das Dorf selbst und neun weitere Dörfer mit Schulzenämtern (sołectwa).

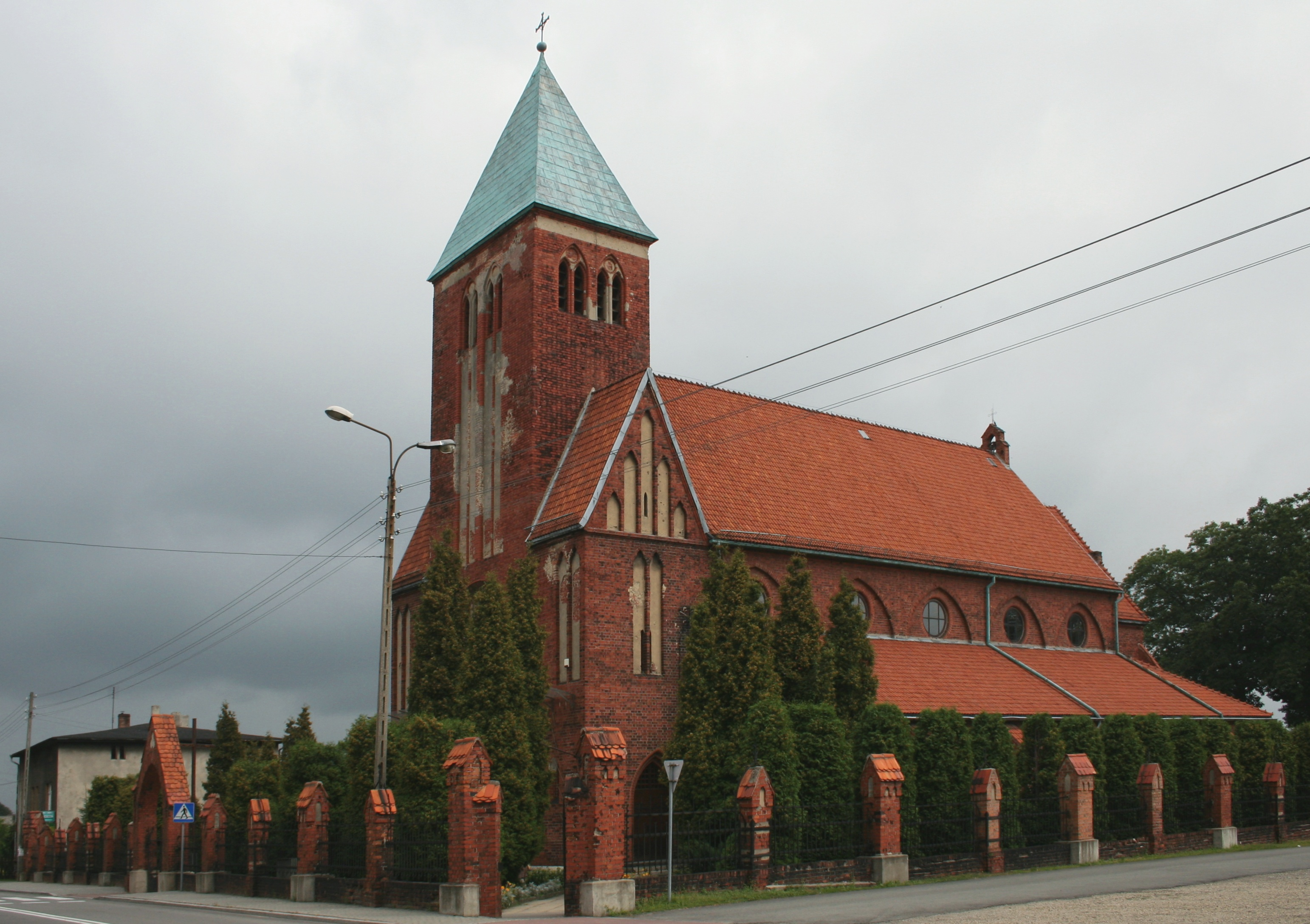
Kirche St. Margaret

### Gemeindevorsteher
An der Spitze der Gemeindeverwaltung steht der Gemeindevorsteher. Seit 2006 ist dies Grzegorz Gryt von der Schlesischen Regionalpartei. Die turnusmäßige Wahl im Oktober 2018 führte zu folgendem Ergebnis.
- Grzegorz Gryt (Schlesische Regionalpartei) 42,1 % der Stimmen
- Szymon Musioł (Wahlkomitee „Neues Lyski“) 30,3 % der Stimmen
- Grzegorz Dudek (Wahlkomitee „Moderne Gemeinde Lyski“) 27,6 % der Stimmen

In der daraufhin notwendigen Stichwahl setzte sich Gryt mit 51,4 % der Stimmen knapp gegen Musioł durch und wurde für eine weitere Amtszeit gewählt.

### Gemeinderat
Der Gemeinderat besteht aus 15 Mitgliedern und wird von der Bevölkerung direkt in Einpersonenwahlkreisen gewählt. Die Stadtratswahl 2018 führte zu folgendem Ergebnis:
- Wahlkomitee „Moderne Gemeinde Lyski“ 37,3 % der Stimmen, 8 Sitze
- Schlesische Regionalpartei 37,1 % der Stimmen, 5 Sitze
- Wahlkomitee „Neues Lyski“ 18,7 % der Stimmen, 1 Sitz
- Wahlkomitee „Wählergemeinschaft für eine parteilose Selbstverwaltung“ 3,4 % der Stimmen, 1 Sitz
- Wahlkomitee „Unabhängige Wählergemeinschaft Lyski“ 2,4 % der Stimmen, kein Sitz
- Übrige 1,4 % der Stimmen, kein Sitz

### Partnerschaft
- Darkovice, Tschechien.